# Kennwort... Reiher
Kennwort... Reiher è un film del 1964 diretto da Rudolf Jugert.

## Riconoscimenti
- 1964 - Deutscher Filmpreis
  - Lola al miglior film